# Путь к возрождению
«Путь к возрождению» (яп. 再生の道) — японская региональная политическая партия, созданная в 2025 году бывшим мэром Акитакаты Синдзи Исимару.

## История
12 ноября 2024 года в прямом эфире на своём YouTube-канале Синдзи Исимару объявил о намерении сформировать региональную политическую партию для участия выборов в Токийскую столичную ассамблею летом 2025 года, а также выразил намерение набирать кандидатов. Он подчеркнул, что сам не будет баллотироваться на выборах, но вместо этого будет подыскивать кандидатов и стремиться выдвинуть кандидатов в 42 избирательных округах на выборах в парламент Токио.
На пресс-конференции 15 января 2025 года он объявил о создании новой партии 10 января под названием «Путь к возрождению». Он заявил, что не будет устанавливать никаких партийных правил и регламентов, а также ограничит количество переизбраний двумя сроками или восемью годами. Он также заявил, что не будет устанавливать какой-либо конкретной партийной политики и разрешит членам партии вступать в другие партии.
25 апреля того же года Исимару объявил, что выдвинет одного кандидата Ёсиду Аю в избирательном округе Токио и девять кандидатов по партийным спискам на выборах в Палату советников 2025 года. Его политика на выборах в Палату советников заключалась в содействии «инвестициям в образование» для улучшения государственного образования. Он также заявил, что будет стремится соответствовать требованиям к общенациональной политической партии (пять или более членов парламента или получение более 2 % голосов по всей стране). В результате Ая потерпел поражение в своём избирательном округе, а партия получила всего 0,89 % голосов, таким образом, не получив ни одного места и не выполнив требований для получения национального статуса.
На выборах в Токийскую столичную ассамблею, состоявшихся 22 июня 2025 года, партия выдвинула 42 кандидата. Однако все кандидаты потерпели поражение. На пресс-конференции вечером 22 июня, в день подсчёта голосов, Исимару заявил: «Я считаю, что изменить общественное сознание не так-то просто», и «я был шокирован тем, что это вообще произошло, и тем, что есть люди, которые так хорошо разбираются в политике и выборах». Он заключил: «Кампании кандидатов были очень разными, но в целом они оправдали ожидания».